# Młodziejowski-Palast

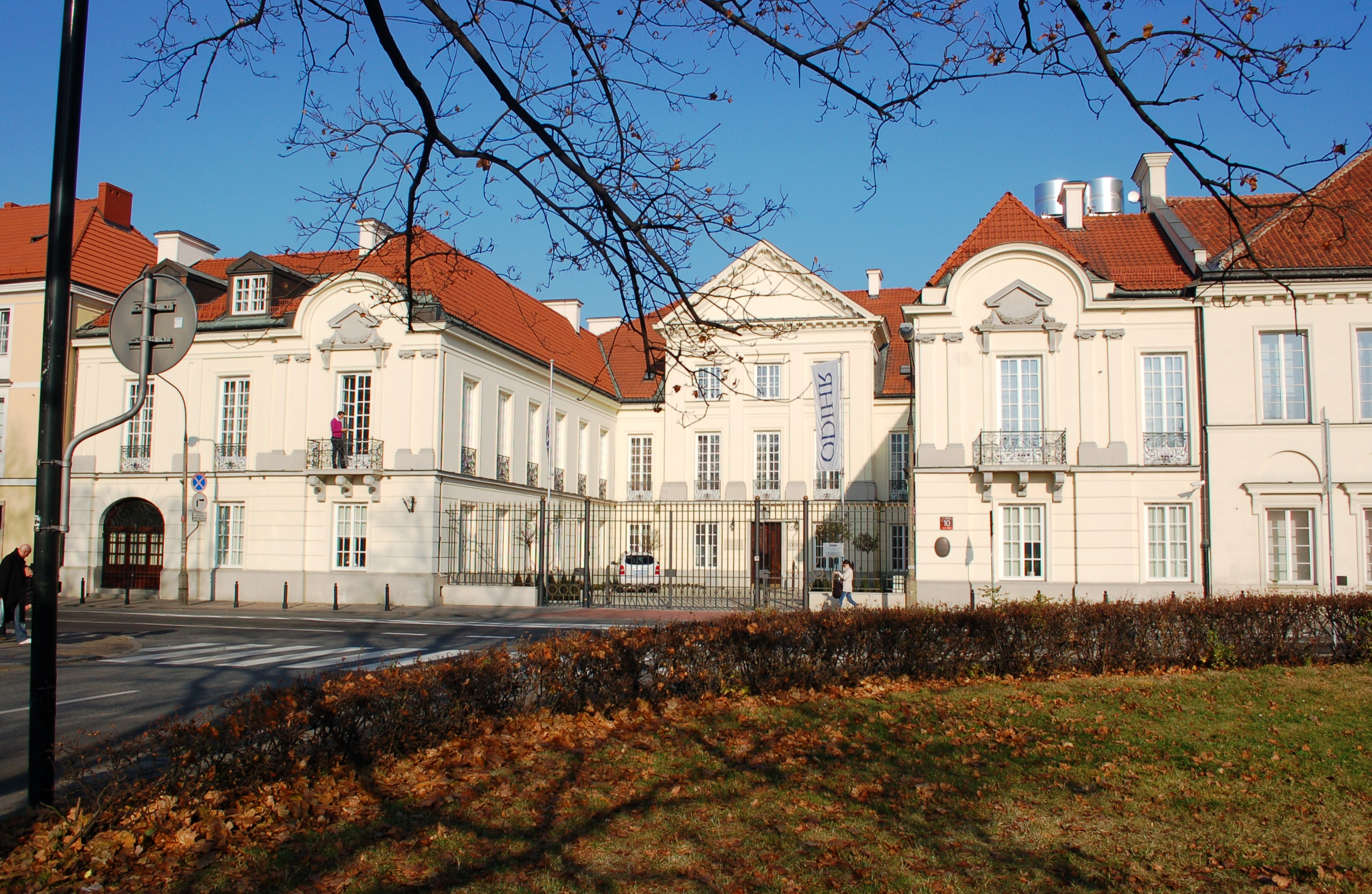
Die Palastfront an der Ulica Miodowa

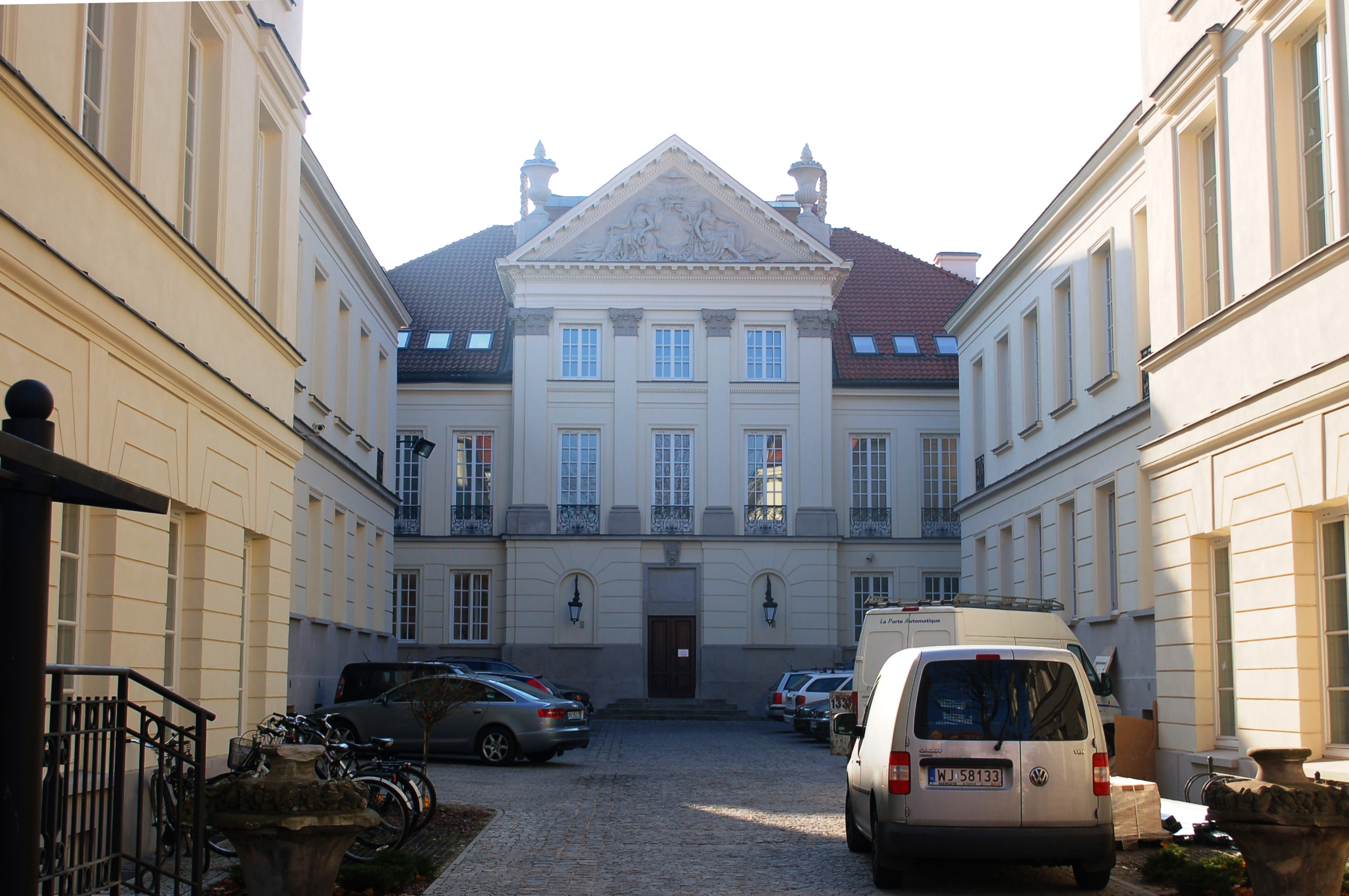
Rückseitenfassade des Palastes an der Ulica Podwale

Der Młodziejowski-Palast, der nach seinen verschiedenen Eigentümern und Bewohnern auch Bidziński-, Morsztyn- oder Igelström-Palast genannt wird, befindet sich in Warschaus Innenstadtdistrikt unmittelbar außerhalb der Altstadtmauern.

## Lage
Der Palast liegt an der Ulica Miodowa 10, sein hinterer ehemaliger Ehrenhof öffnet sich zur parallel verlaufenden Ulica Podwale 7. Im Osten grenzt der kleinere Szaniawski-Palast an. Gegenüber dem Ehrenhof an der Miodowa mündet die Ulica Kapucyńska, die heute zur hier tiefgelegten Schnellverkehrsstraße Trasa W-Z führt. Schräg gegenüber befindet sich an der Ulica Miodowa 13 (bzw. an der Kapucyńskiego 4) ein kleiner Klosterkomplex des Kapuzinerordens mit der dazugehörenden Kirche der Verklärung Christi (polnisch: Kościoł Przemienienia Pańskiego).

## Geschichte
Ein hölzernes Herrenhaus gab es hier bereits in der zweiten Hälfte des 17. Jahrhunderts. Im Jahr 1669 war Stanisław Morsztyn Eigentümer des Anwesens. Später gehörte es dem Wojewoden aus Sandomierz, Stefan Bidziński, der dieses Herrenhaus vermutlich durch ein gemauertes palastartiges Gebäude ersetzen ließ. Aus einer im Stockholmer Nationalmuseum vorhandenen Inventarliste aus dem Jahre 1705 ist entnehmbar, dass das damalige zweigeschossige Gebäude im spätbarocken Stil gehalten und mit Mansarddach ausgestattet war. Zur Podwale hin gab es auch bereits rückwärtige Nebengebäude. Der Eingang dieser rückwärtigen Seite (von der Podwale aus erreichbar) befand sich in einem Mittelrisalit mit einem hohen dreieckigen Giebel. Zur Miodowa verfügte die elegantere Fassade neben einem Mittel- auch über zwei, ebenfalls mit Giebeln bekrönte, Eckrisalite. Zwischen Fassade und Miodowa bestand eine geometrisch gehaltene Grünfläche.

### Großkronkanzler Andrzej Młodziejowski
Mit dem Tode Bidzińskis fiel das Anwesen vermutlich wieder an die Familie Morsztyn, in Folge waren dann die Familien Wodziński und Massalski Eigentümer. Im Jahr 1766 wurde der Palast vom Bischof von Wilna, Ignacy Massalski an Andrzej Młodziejowski veräußert. Unter ihm wurde das Anwesen nach einem Entwurf von Giacomo Fontana bis 1771 umgebaut. In Richtung der Miodowa wurden in Verlängerung der vormaligen Eckrisalite Seitenflügel, die bis zur Straße reichten, errichtet. So entstand zur Miodowa ein Ehrenhof, der zur Straße mit einem Arkadengang und aufgesetzter Terrasse abgeschlossen wurde. Gemäß Ausführungen von Łukasz Gołębiowski von 1827 aß der Bischof gerne auf dieser mit einem Zeltdach versehenen Terrasse und beobachtete dabei den Verkehr auf der Miodowa. Der wegen seiner Bestechlichkeit und ausufernden Lebensart seinerzeit umstrittene Młodziejowski starb im Jahr 1780, drei Jahre später kaufte Franciszek de la Riviére Załuski den Palast von den Erben des Bischofs.

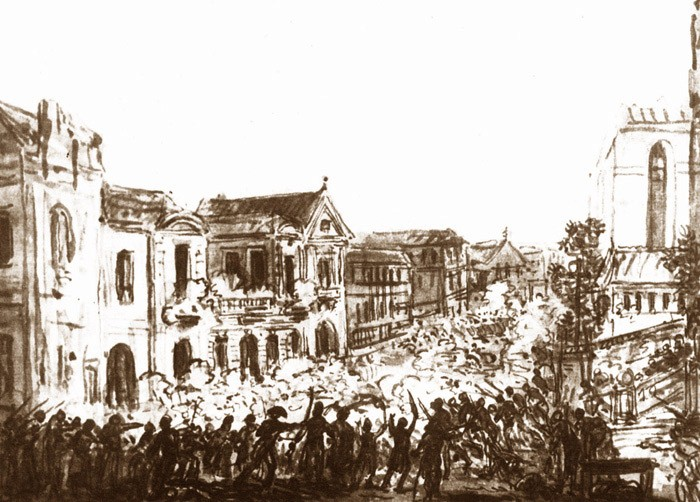
Der Sturm auf den Młodziejowski-Palast (damals Sitz der russischen Repräsentanten) am 18. April 1794 nach einer Zeichnung von Jan Piotr Norblin (1794). Auf der linken Straßenseite etwa mittig ist der heute nicht mehr vorhandene Arkadengang des Palastes entlang der Ulica Miodowa erkennbar

### Kościuszko-Aufstand
In den 1790er Jahren bewohnten der Oberbefehlshaber der russischen Armee in Polen, Otto Heinrich Igelström sowie der russische Botschafter Jakow J. Sievers den Palast. Während des Warschauer Aufstandes von 1794 (im Rahmen des Kościuszko-Aufstands) war die Umgebung des Palastes Schauplatz heftiger Kämpfe, weshalb die russischen Vertreter aus Warschau fliehen mussten. Während des an dieser Stelle von Jan Kiliński geführten Angriffes wurde das Palastensemble weitgehend zerstört.
In den Jahren 1806 bis 1808 wurde er unter dem Grafen Feliks Potocki nach einem Entwurf von Friedrich Albert Lessel im klassizistischen Stil wiederaufgebaut. Lessel war auch für die Erstellung der neuen Seitenflügel (anstelle der früher vorhandenen Nebengebäude) zur Podwale von 1808 bis 1811 verantwortlich, die so einen zweiten Ehrenhof entstehen ließen. 1818 erwarb dann Karol Zeydler-Zborowski das Ensemble. Etwa ab 1820 hatte dort die Warszawska Resursa Kupiecka ihren Sitz, bis sie 1829 in den Mniszech-Palast umzog. In Folge wurden im Palast Buchhandlungen und Geschäfte eingerichtet und ab Ende des 19. Jahrhunderts diente das Gebäude nur noch als Mietshaus.

### Zweiter Weltkrieg und Nachkriegszeit
Zu Kriegsbeginn brannte der zu dem Zeitpunkt allerdings nicht mehr ansehnliche Palast nach Bombentreffern zu 85 % ab. Der Wiederaufbau erfolgte nach einem Entwurf von Borys von Zinserling und war im Jahr 1957 abgeschlossen. Zinserling stellte in etwa den Zustand nach dem Fontana-Umbau wieder her, zuzüglich der Lessel-Flügel zur Podwale, allerdings ohne den Arkadengang an der Miodowa.
Nach dem Krieg bezog der Verlag Wydawnictwo Naukowe PWN das Gebäude. Im Jahr 2006 wurde das Anwesen im Rahmen einer Auktion für 34 Millionen Złoty an die Firma WWG Management verkauft. Der neue Eigner kündigte an, das Gebäude in 36 Wohnungen mit einer Fläche von je rund 125 Quadratmetern aufteilen zu wollen. Unter dem Hof sollte eine zweigeschossige Parkgarage entstehen; Flure sowie Treppenhäuser sollten im Stil des 18. Jahrhunderts saniert werden. Die Planung sah vor, dass im Jahr 2010 die ersten Mieter in das umgebaute Objekt einziehen sollten.
Zur Jahreswende 2011/2012 kaufte der deutsche IVG Immobilienfonds das Gebäude zu einem Preis von etwa 22,4 Millionen Euro.